# Spencer Ware
Spencer Raleigh Ware III (Eunice, 23 novembre 1991) è un giocatore di football americano statunitense che gioca nel ruolo di running back per i Kansas City Chiefs della National Football League (NFL). Fu scelto nel corso del sesto giro (194º assoluto) del Draft NFL 2013 dai Seattle Seahawks.Al college ha giocato a football all’Università della Louisiana.

## Carriera professionistica

### Seattle Seahawks
Ware fu scelto nel corso del sesto giro del Draft 2013 dai Seattle Seahawks. Debuttò come professionista nella prima gara della stagione vinta contro i Carolina Panthers. A causa di un infortunio disputò solamente due partite nella sua stagione da rookie. Fu svincolato prima della stagione 2014.

### Kansas City Chiefs
Dopo essere rimasto senza squadra per un anno, nel 2015 Ware firmò coi Kansas City Chiefs. Segnò il primo touchdown in carriera nella gara della settimana 8 a Londra contro i Detroit Lions. Nell'undicesimo turno segnò due volte nella vittoria esterna sui San Diego Chargers.
Nella gara del turno delle wild card dei playoff 2015-2016 contro i Texans, Ware guidò la squadra con 67 yard corse e un touchdown, nella prima vittoria nella post-season dei Chiefs dal 1994.
Prima della gara della settimana 13 della stagione 2018, la stella Kareem Hunt fu svincolato per un caso di violenza su una donna, così Ware fu nominato titolare al suo posto per la gara contro i Raiders, in cui corse 47 yard e segnò un touchdown.

## Palmarès

### Franchigia
- Super Bowl : 2

Seattle Seahawks: XLVIII
Kansas City Chiefs: LIV
- National Football Conference Championship: 1

Seattle Seahawks: 2013
- American Football Conference Championship: 1

Kansas City Chiefs: 2019

## Statistiche
| Partite totali      | 2  |
| Partite da titolare | 0  |
| Yard su corsa       | 10 |
| Touchdown su corsa  | 0  |

Statistiche aggiornate alla stagione 2013